# 伊是名の会
伊是名の会（いぜなのかい）とは、沖縄・奄美の舞踊を創作し国内外に紹介する創作舞踊集団。

## 概要
1988年に設立された東京を拠点とする琉球舞踊団体で、沖縄や奄美に伝わる民族舞踊を基に、独自の創作舞踊を展開しています。 伝統的な舞踊に現代的な感覚を取り入れた演出や振付が特徴。海外からの公演依頼も受ける。

## 舞踊教室
- 四ツ谷（新宿区）
- 中目黒（目黒区）
- 王子（北区）
- 立川（立川市）
- 東小金井（小金井市）
- 浦安（千葉県浦安市）
- 八潮（埼玉県八潮市）

- 奄美大島（鹿児島県奄美市）
  - 対象：年齢・性別・経験を問わず参加可能。- 琉球舞踊集団 ~ 胸打ち震わせる感動ステージ 活動情報
  - レッスン内容：古典舞踊から庶民の踊りまで幅広く指導。- 琉球舞踊集団 ~ 胸打ち震わせる感動ステージ 活動情報
  - 体験レッスン：1回1時間、1,500円で受講可能。

## 国内公演
- 自主公演「美らさ島々の舞」：北海道　浦河文化会館（2000年9月17日）
- 第12回定期公演「奄美を舞う」：大田区アプリコ大ホール（2000年10月29日）
- 第13回定期公演「奄美を舞う」：鹿児島　奄美文化センター（2001年7月28日）
- NHK「どんとこい民謡」：千葉県館山市　南房総文化ホール（2001年12月14日）
- 第16回定期公演：神戸市民文化ホール（2004年11月23日）
- 第17回定期公演：鹿児島市民文化ホール（2005年10月15日）
- 第18回定期公演「太陽の故郷のおどり」：大田区アプリコホール（2006年5月13日）
- 第19回定期公演「太陽の故郷のおどり」：練馬文化センター（2007年7月14日）
- 第20回定期公演：なかのZERO大ホール（2008年6月14日）
- 第21回定期公演　琉美創舞：なかのZERO大ホール（2010年11月23日）
- 第22回定期公演　琉美創舞～神が舞い降りる島の踊り：奄美大島（2011年1月15日）
- 第23回定期公演　琉美創舞～神が宿る故郷の踊り～ ：セシオン杉並（2012年6月16日）
- 第24回定期公演－琉美創舞－：北とぴあ（2013年6月1日）
- 第25回定期公演－琉美創舞－：なかのゼロ大ホール（2014年

## 海外公演
- USA公演：カリフォルニア州立大学チコ校ホール　アジアンフェスティバル(2001年5月5日)
- USA公演：カリフォルニア州立大学チコ校ホール(2002年9月5日)
- 第1回まつりIN台湾2003：台湾　國立國父記念館中山公園広場(2003年11月14日)
- フィンランド公演：フィンランド　ロバニエミ市　ニヴァバーラ小学校体育館(2004年9月14日)
- フィンランド公演：フィンランド　ヘルシンキ市立国際文化交流会場CAISA(2004年9月19日)
- ブルガリア公演：ソフィア　国立文化宮殿ホール　第16回日本文化月間(2005年11月3日)
- ブルガリア公演：ベルコタルノボ市　市庁舎ホール(2005年11月5日)
- インドネシア公演　ジャカルタ芸術評議委員会主催　伝統芸能祭「アート・スク」：ダマン・イスマイル・マルスキ劇場(2005年11月16日)
- インドネシア　講演会　ワークショップ　インドネシア大学(2005年11月17日)
- 台湾公演：第4回まつりIN台湾2006　國立國父記念館中山公園広場(2006年11月4日)
- USA公演：ハワイ　コンバンションセンター　第14回ホノルルフェスティバル　(2008年3月16日)
- ルーマニア公演：プロイェシュティ市　トマ・カラギウ劇場　日本・ルーマニア外交関係再開50周年記念事業(2009年11月20日)
- ルーマニア公演：ティミショアラ市　国立ティミショアラ交響楽団コンサートホール　日本・ルーマニア外交関係再開50周年記念事業(2009年11月22日)
- USA公演：ハワイ　ワイキキ・ビーチウォーク＆アラモアナショッピングセンター　ホノルルフェスティバル(2012年3月2日～4日)
- スロバキア公演：スロヴァキア P.O.Hviezdoslav劇場(2014年10月28日)
- ウィーン公演：ウィーン VHS Brigittenau（市民大学ブリギッテナウ校）(2014年10月30日)
- 韓国公演：天安　サムゴリパーク野外特設ステージ「天安世界民族舞踊大会」（2015年10月2～11日）
- ボスニアヘルチェゴビナ公演：サラエヴォ国立劇場（2016年10月20日）
- セルビア公演：ベオグラード国立劇場（2016年10月23日）
- ギリシャ公演：アテネ　ニコスカルコタスホール（2018年２月12～13日）
- ブルガリア　ソフィア　国立文化宮殿ホール　International　Folklore　Festival　Vitosha　（世界民族舞踊祭）web　edition　に参加（2020年7月16~19日）奨励賞受賞
- イタリア　シチリア島　International　Folklore　Festival　Roccalumera　（国際民族芸能祭）web　edition　に参加
- ルーマニア　ピテシュ　IFDF　DOFIN　OANCEA2020　WEB　EDITION　（国際民族舞踊祭）web　editionに参加　コスチューム賞を受賞
- クロアチア公演　クロアチア文化センター（2023年5月20日）クロアチア国立劇場（2023年5月22日）

## テレビ出演
- スーパーニュース「今年注目のお稽古はこれ！」：フジテレビ(2002年1月6日）
- オープニングベル「激動ランキング」：テレビ東京(2002年1月11日）
- 「お茶ドキッ」生出演：KTS鹿児島テレビ(2003年5月16日）
- 「歌謡コンサート」夏川りみと共演：NHKホール(2004年7月20日）
- ブルガリアで全国放送のB-TVに出演。国立文化宮殿ホールに於いて開催される公演をPR：ブルガリアテレビ(2005年11月2日）
- NHK「歌謡コンサート」三沢あけみと共演：NHKホール(2006年8月29日）
- 「ワールドビジネスサテライト」：テレビ東京(2006年10月11日）
- NHK BS「日本の抒情歌大全集」おおつか清流普天間かおりと共演：NHKホール(2007年9月13日）
- 声優丸福ツアーズ 福井裕佳梨、儀武ゆう子「琉球舞踊体験ツアー」：つくばケーブルテレビ(2009年7月7日）
- 松井絵里奈、早瀬英里菜「ハッピバースデイ」：スカパー(2009年7月28日）
- NHK「思い出のメロディ」三沢あけみと共演：NHKホール(2009年8月22日）
- 「第39回日本農業祭にっぽんの歌 ふるさとの歌」大地のめぐみ 心の風景～：NHKホール(2010年3月13日）
- 「歌の楽園」南国・沖縄メドレー 氷川きよし、松原健之、城南海、その他：テレビ東京(2010年8月8日）
- 「スッキリ」：日本テレビ（2011年5月6日）
- 「ムジカ・ピッコリーノ」：NHK Eテレ(2013年5月4日）